# Grace Henderson Nez
Grace Henderson Nez (née le 10 mai 1913 à Ganado, Arizona et morte le 14 juillet 2006 à Flagstaff, Arizona) est une tisserande navajo. Elle a développé son propre style inspiré de la vannerie et du style traditionnel Ganado, avec une dominante de rouge et des formes géométriques. Certains de ses travaux sont présentés au Hubbell Trading Post, qui abrite des œuvres de divers tisserands navajos.   

## Biographie
Grace Henderson Nez est née en 1913 dans la réserve navajo à Ganado, Arizona. Sa mère fait partie du clan Ma'íí deeshgíízhiníí (Coyote Pass People) et son père du clan Deeschii'nii (Start of the Red Streaked People). Elle mène la vie traditionnelle des femmes navajos, de famille matrilinéaire, vit dans un hogan, l'habitation traditionnelle des Navajos, élève les moutons, file, teint et tisse leur laine,.  

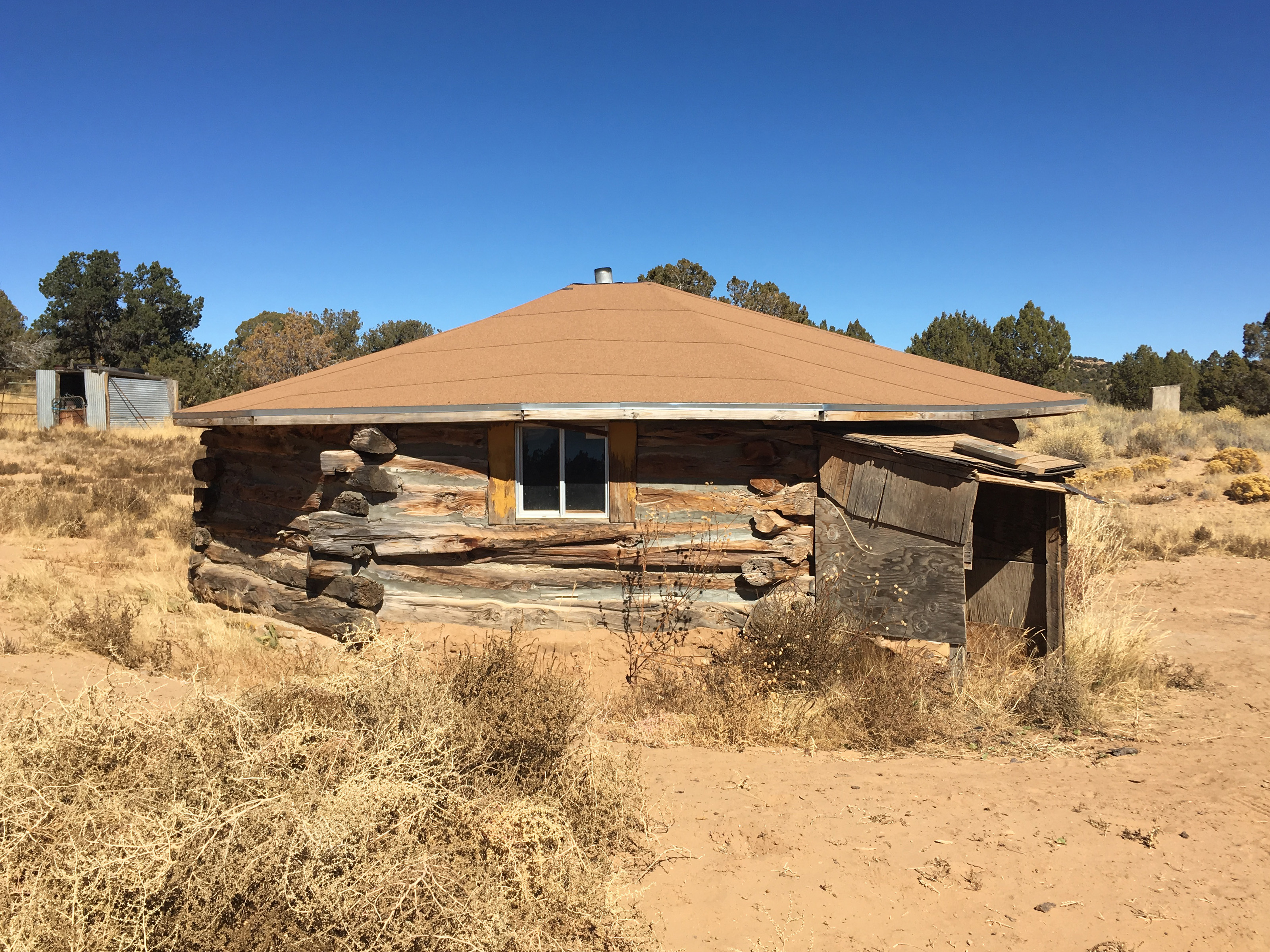
Hogan, maison traditionnelle des Navajos.

Elle est initiée au tissage par sa mère et sa grand-mère maternelle dès l'âge de cinq ans. À la mort de ces deux femmes, elle a huit ans et est alors élevée par sa grand mère paternelle qui continue son apprentissage du tissage. Sa famille possède un troupeau d'environ huit cents têtes et la vente des tapis représente, pour les femmes qui les tissent, une certaine indépendance financière.
Elle épouse Haskan Begay, et donne naissance à une fille et cinq fils. Toute sa vie, elle utilisera les métiers à tisser construits par son mari.
Grace Henderson Nez transmet à son tour son art à sa fille Mary Lee Begay, née en 1941, qui le transmet à ses petites-filles Gloria Begay et Lenah Begay. Toutes les quatre sont réputées pour leurs réalisations et ont chacune leur style propre. La transmission du tissage est une façon de renforcer les relations intergénérationnelles autour d'une forme d'art commune. Souvent les femmes navajos travaillent en famille sur des projets communs. Grace Henderson Nez et sa fille ne suivent pas cette tradition mais se définissent plutôt comme des artistes individuelles avec, chacune, sa propre identité.
Durant sa vie, Grace Henderson Nez confectionne de nombreux tapis qu'elle vend au fur et à mesure. 
Bien qu'elle vive de façon traditionnelle, Grace Henderson Nez a intégré le monde moderne et encourage ses enfants et petits-enfants à fréquenter l'université pour atteindre un haut niveau d'éducation.
Elle meurt le 4 juillet 2006 à Flagstaff, à l'âge de 93 ans. Elle a 25 petits enfants et 50 arrière petits enfants.

## Le tissage navajo
La croyance traditionnelle chez les Navajos dit que la Femme araignée leur a appris à tisser et l'Homme araignée à construire le métier à tisser. Ils ont perpétué la tradition du tissage jusqu'à nos jours.
À la fin du XIXe siècle et au début du XXe siècle, les tissages navajos commencent à devenir populaires parmi la population euro-américaine qui apprécie les couleurs et les motifs. Pour les acheteurs, c'est un signe d'ouverture à une autre culture, pour les femmes navajos, c'est une signe d'intégration à la culture blanche. De nombreux tissages utilitaires ont disparu, victimes de l'usure mais les pièces ornementales sont devenues l'objet de collections et ont pu être préservées. Bien que ce succès entraîne une adaptation des styles et couleurs des tapis, afin de mieux prendre en compte les goûts des acheteurs, les tisserands ont toujours su préserver les techniques traditionnelles et les connexions culturelles.

Tissage traditionnel navajo.

Une spécificité du tissage navajo est ce qu'on appelle la ligne spirituelle. Cette ligne spirituelle relie l'intérieur du tapis à l'extérieur, permettant à la tisserande de passer spirituellement au tissage suivant.
Le tissage contribue à développer d'autres talents : la patience, la discipline, la ténacité, la concentration et la réflexion.
L'anthropologue Ann Lane Hedlund estime qu'il y a plus de 10 000 tisserands dans la réserve Navajo. Elle considère que Grace Henderson Nez mérite une distinction particulière parce qu'elle combine l'excellence artistique, les valeurs traditionnelles et la concentration spirituelle.

## Carrière artistique
Grace Henderson Nez combine les éléments traditionnels avec les aspects plus spirituels de la vie. Elle prépare avec soin ses dessins, les matériaux et les couleurs venant alors naturellement. Les tapis et couvertures de Grace Henderson Nez montrent une extrême attention aux détails avec des motifs géométriques éclatants, une sélection fine de qualité de laine, leur épaisseur et de la texture du tissage. Ils sont tissés solidement et avec beaucoup de précision. 
Grace Henderson Nez est également vannière et fait partie d'un petit groupe de femmes qui tissent des paniers de cérémonie. Cette technique influence ses compositions en tissage. L'un de ses modèles à l'ancienne, inspiré des paniers de cérémonie, est exposé au Hubbell Trading Post. 
Parmi ses nombreux styles, les motifs du XIXe siècle et le style Ganado ont fait son succès. Les tissages navajos portent le nom de la région de laquelle ils proviennent. Le style Ganado se caractérise par une dominante de fils rouges, associés au gris, au noir, au blanc et parfois au brun. Le noir représente l'obscurité, le blanc, le côté spirituel et le rouge, la terre. Les motifs sont géométriques, avec une forme en diamant au centre. Le métier à tisser lui-même a un rôle symbolique, il représente la vie et le bois dont il est fait représente la terre. Les fils de chaîne verticaux symbolisent la pluie et le rythme du peigne qui bat la trame donne le battement de cœur du tapis. 
Grace Henderson Nez travaille sans carton dessiné ou plan écrit, construit son modèle de tête. À chaque tassement de la trame, le processus devient rythmique et méditatif. Elle en parle comme d'une expérience spirituelle.
Elle aime utiliser des motifs de couvertures d'épaules de chefs du XIXe siècle. Ce type de couverture est destiné aux personnes riches ou de rang élevé car confectionné finement. Leur point commun est la couleur rouge. Le dessin de ces couvertures donne une impression de symétrie parfaite mais vibrante.

## Hubbell Trading Post
Grace Henderson Nez a de nombreuses démonstrations de son travail de tissage à Hubbel Trading Post à partir de 1970. 
Dans ces Trading Posts, littéralement postes de traite, lieux d'échange entre populations autochtones et colonisateurs, les Navajos pouvaient vendre leurs tissages. Actuellement, Hubbel Trading Post, comme les autres, est devenu une attraction touristique. Il abrite une collection de tissages navajos provenant de treize tisserands, dont Grace Henderson Nez.

## Expositions
- 1994 Museum of Northern Arizona in Flagstaff[6]
- Hubbell Trading Post (depuis les années 1970)[8]

## Collections
- Southwest Native American Collection at the Kennedy Museum of Art, Ohio University[6]
- Museum of Northern Arizona in Flagstaff[6]
- Denver Art Museum in Denver, Colorado[6]
- Desert Caballeros Western Museum in Wickenburg Arizona[6]

## Distinctions
- En 2002, Grace Henderson Nez obtient le Lifetime Achievement Award du Museum of Indian Arts and Crafts de Santa Fe[2].
- En 2005, elle reçoit le Lifetime Honor of a National Endowment for the Arts National Heritage Fellowship, la plus grande distinction aux États-Unis pour les arts traditionnels[4].